# LAST STARDUST
「LAST STARDUST」（ラスト・スターダスト）は、BLOOD STAIN CHILDの1枚目のシングル。2014年1月29日、Lantisから発売された。

## 概要
新ボーカリストのKiKi加入以後にして記念すべきメジャー・デビュー作品で初のシングル。表題曲及びカップリング「OVER THE GALAXY」はPCゲーム「未来戦姫スレイブニル」主題歌として起用された。表題曲のギター・ソロはGRANRODEOの飯塚昌明が担当した。

## 収録内容
全曲、作詞・作曲・編曲：RYU（特記以外）
1. LAST STARDUST
PCゲーム「未来戦姫スレイブニル」オープニング・テーマ
RYUは「サイバーで近未来的なトランス要素もあり、そして速く、クリーンな歌にスクリームもありとまさにブラステという感じに仕上がった」と、コメントしている[4]。
2. OVER THE GALAXY
PCゲーム「未来戦姫スレイブニル」エンディング・テーマ
3. STARGAZER -X-
作詞：SOPHIA・RYU